# Атекс-СДЮШОР-16
ФК «Атекс-СДЮШОР-16» (укр. Атекс-СДЮШОР-16) — украинский женский футбольный клуб из города Киев, выступающий в чемпионате Украины.

## Названия
- 2002 — «ЦСК-ГПЖУ»
- 2003 — «Атекс»
- 2014 — «Атекс-СДЮШОР-16»

## История
В 2002 году Алла Гресь набирала игроков для участия в турнире «Дети — олимпийская надежда Украины». После этого, Валентина Семёновна Шевченко, председатель Благотворительного фонда «Содействие развитию физической культуры, спорта и туризма» и председатель Конгресса деловых женщин, начала оказывать помощь команде на базе СДЮШОР № 16 киевского Днепровского района. В дальнейшем при поддержке Гражданского парламента женщин Украины была основана команда «ЦСК-ГПЖУ», которую возглавил Владимир Маркович Гусар. Свой первый матч команда сыграла 10 сентября 2002 года на кременчугском стадионе «Укртатнафта» в игре группового этапа первенства Украины. Команда в этом турнире заняла четвёртое место, уступив в полуфинале полтавской «Ника-Спартак» (0:1).
В конце 2002 года главным тренером команды стала Алла Гресь. В январе 2003 года во время сборов в Евпатории команда стала называться «Атекс». В сезоне 2003 года команда заняла последнее 7 место в чемпионате Украины среди женщин.
С 2005 года при поддержки Национальному университету пищевых технологий команда выступает в чемпионате Украины по футзалу под названием «НУПТ». Тогда же команда приняла участие в Универсиаде, где заняла четвёртое место. На украинской Универсиаде в 2007 году в финале команда города Киева, составленная из игроков «Атекса» и студенток университета Бориса Гринченко, обыграла костопольчан (3:0). В 2008 году футзальная команда стала бронзовым призёром чемпионата Украины.
В 2008 году команда не выступала в чемпионате Украины из-за финансовых проблем. В июле 2008 года команда участвовала в студенческом чемпионате Европы в Киеве, где она заняла пятое место. Наталья Дейнека, капитан команды, стала лучшим игроком турнира. В 2009 году команда вновь стала третье в футзальном чемпионате Украины. В 2011 году на Кубке Риги «Атекс» занял второе место, а спустя год — первое.
17 ноября 2017 года «Атекс-СДЮШОР-16» уступил с самым большим счётом в истории украинского чемпионата харьковскому «Жилстрою-2» со счётом (22:0).

## Стадион
Команда выступала на стадионе «Днепровец-ДВРЗ», построенном в 1953 году и вместимостью 500 мест. В сезоне 2017/18 команда играет на стадионе КНТЕУ.

## Состав
| №  |              | Позиция | Имя                  |  |
| -- | ------------ | ------- | -------------------- |  |
|    | Флаг Украины | Защ     | Юлия Ковальчук       |  |
| 3  | Флаг Украины | Защ     | Елена Ткаченко       |  |
| 11 | Флаг Украины | Защ     | Юлия Васьковская     |  |
| 11 | Флаг Украины | Защ     | Алла Велина          |  |
| 15 | Флаг Украины | Защ     | Татьяна Заенчковская |  |
| 19 | Флаг Украины | Защ     | Ирина Кушнир         |  |
|    | Флаг Украины | ПЗ      | Надежда Ковальчук    |  |
| 4  | Флаг Украины | ПЗ      | Александра Бабюк     |  |
| 14 | Флаг Украины | ПЗ      | Александра Маркусь   |  |
| 18 | Флаг Украины | ПЗ      | Екатерина Кукса      |  |
| 22 | Флаг Украины | ПЗ      | Анна Мирончук        |  |

| №  |              | Позиция | Имя               |  |
| -- | ------------ | ------- | ----------------- |  |
| 22 | Флаг Украины | ПЗ      | Мария Климчук     |  |
| 25 | Флаг Украины | ПЗ      | Наталья Трайкун   |  |
| 32 | Флаг Украины | ПЗ      | Алина Тарасенко   |  |
| 8  | Флаг Украины | Нап     | Наталья Черепаня  |  |
| 10 | Флаг Украины | Нап     | Галина Сурина     |  |
| 10 | Флаг Украины | Нап     | Татьяна Долбина   |  |
| 17 | Флаг Украины | Нап     | Алина Шилова      |  |
| 18 | Флаг Украины | Нап     | Дарья Помазан     |  |
| 33 | Флаг Украины | Нап     | Олеся Малиновская |  |
| 99 | Флаг Украины | Нап     | Анна Макарочкина  |  |

## Статистика
| Чемпионат | Чемпионат   | Чемпионат                        | Чемпионат                        | Чемпионат                        | Чемпионат                        | Чемпионат                        | Чемпионат                        | Чемпионат                        | Чемпионат                        | Кубок Украины | Зимний чемпионат | Зимний кубок | Ист                  |
| Сезон     | Дивизион    | Место                            | И                                | В                                | Н                                | П                                | ГЗ                               | ГП                               | О                                | Кубок Украины | Зимний чемпионат | Зимний кубок | Ист                  |
| --------- | ----------- | -------------------------------- | -------------------------------- | -------------------------------- | -------------------------------- | -------------------------------- | -------------------------------- | -------------------------------- | -------------------------------- | ------------- | ---------------- | ------------ | -------------------- |
| 2003      | Высшая лига | 4 из 5                           | 4                                | 1                                | 0                                | 3                                | 7                                | 17                               | 3                                |               |                  |              | [ 8 ] [ 9 ]          |
| 2003      | Высшая лига | 7 из 7                           | 12                               | 0                                | 0                                | 12                               | 4                                | 92                               | 0                                |               |                  |              | [ 8 ] [ 9 ]          |
| 2004      | Высшая лига | 8 из 9                           | 15                               | 2                                | 1                                | 12                               | 9                                | 66                               | 7                                |               |                  |              | [ 10 ]               |
| 2005      | Высшая лига | 6 из 9                           | 16                               | 3                                | 2                                | 11                               | 11                               | 52                               | 11                               |               |                  |              | [ 11 ]               |
| 2006      | Высшая лига | 8 из 9                           | 16                               | 2                                | 4                                | 10                               | 18                               | 42                               | 10                               |               |                  |              | [ 12 ]               |
| 2007      | Высшая лига | 6 из 8                           | 14                               | 3                                | 3                                | 8                                | 18                               | 44                               | 12                               |               |                  |              | [ 13 ]               |
| 2008      | Высшая лига | Команда не участвовала в турнире | Команда не участвовала в турнире | Команда не участвовала в турнире | Команда не участвовала в турнире | Команда не участвовала в турнире | Команда не участвовала в турнире | Команда не участвовала в турнире | Команда не участвовала в турнире |               | 6 место          |              | [ 14 ]               |
| 2009      | Высшая лига | 7 из 7                           | 12                               | 1                                | 2                                | 9                                | 6                                | 54                               | 5                                |               |                  |              | [ 15 ]               |
| 2010      | Высшая лига | 5 из 9                           | 14                               | 4                                | 2                                | 8                                | 22                               | 45                               | 14                               |               |                  |              | [ 16 ]               |
| 2011      | Высшая лига | 8 из 8                           | 14                               | 1                                | 0                                | 13                               | 9                                | 60                               | 3                                |               |                  |              | [ 17 ]               |
| 2012      | Высшая лига | 8 из 8                           | 14                               | 0                                | 4                                | 10                               | 6                                | 45                               | 4                                | 1/4 финала    |                  |              | [ 18 ] [ 19 ]        |
| 2013      | Высшая лига | 8 из 8                           | 14                               | 1                                | 1                                | 12                               | 10                               | 55                               | 4                                | 1/4 финала    | 7 место          |              | [ 20 ] [ 21 ] [ 22 ] |
| 2014      | Высшая лига | 7 из 8                           | 14                               | 2                                | 0                                | 12                               | 0                                | 63                               | 3                                |               | 7 место          |              | [ 23 ] [ 24 ] [ 24 ] |
| 2015      | Высшая лига | 8 из 8                           | 14                               | 0                                | 0                                | 14                               | 3                                | 75                               | 0                                |               | 8 место          | 9 место      | [ 25 ] [ 26 ] [ 27 ] |
| 2016      | Высшая лига | 7 из 7                           | 12                               | 0                                | 1                                | 11                               | 3                                | 82                               | 1                                | 1/4 финала    | 8 место          |              | [ 28 ] [ 29 ] [ 30 ] |
| 2017      | Высшая лига | 9 из 9                           | 8                                | 0                                | 1                                | 7                                | 5                                | 53                               | 1                                |               | 8 место          |              | [ 31 ] [ 32 ]        |
| 2017/18   | Высшая лига |                                  |                                  |                                  |                                  |                                  |                                  |                                  |                                  |               | 10 место         |              | [ 33 ] [ 34 ] [ 35 ] |